# Euphorbia davidii
Euphorbia davidii là một loài thực vật có hoa trong họ Đại kích. Loài này được Subils mô tả khoa học đầu tiên năm 1984.